# Sara Seager
Sara Seager, född 21 juli 1971, är en kanadensisk-amerikansk astronom och planetforskare. Hon är professor vid Massachusetts Institute of Technology och känd för sitt arbete på exoplaneter och deras atmosfärer. Hon är författare till två läroböcker i dessa frågor. Hon har blivit uppmärksammad för denna forskning av Popular Science, Discover Magazine, Nature, and TIME Magazine. 2013 tilldelades Seager en MacArthur Fellowship för sitt teoretiska arbete med att upptäcka kemiska signaturer i exoplaneters atmosfärer och med att utveckla billiga rymdobservatorier för att observera planetpassager.
Asteroiden 9279 Seager är uppkallad efter henne.